# Воронино (городской округ Клин)
Воронино — деревня в городском округе Клин Московской области России. В деревне действует церковь Смоленской иконы Божией Матери 1828 года постройки.

## Население
| 1852 | 1859 | 1886 | 1890 | 1899 | 1926 | 2002 |
| ---- | ---- | ---- | ---- | ---- | ---- | ---- |
| 340  | ↘333 | ↗352 | ↗509 | ↘492 | ↗523 | ↘78  |
| 2006 | 2010 |      |      |      |      |      |
| ↘74  | ↗88  |      |      |      |      |      |

## География
Деревня Воронино расположена на севере Московской области, в восточной части городского округа Клин, примерно в 12 км к северо-востоку от окружного центра — города Клина, на левом берегу реки Лутосни (правый приток Сестры), высота центра над уровнем моря — 148 м. Ближайшие населённые пункты — примыкающее на юге Шевляково и на противоположном берегу реки: Заовражье на востоке и ПМК-8 на северо-востоке. У окраины деревни проходит автодорога А108 Московское большое кольцо.

## История
В середине XIX века село Воронино 2-го стана Клинского уезда Московской губернии принадлежало капитанше Марье Петровне Нероновой, в нём было 39 дворов, церковь, крестьян 163 души мужского пола и 177 душ женского.
В «Списке населённых мест» 1862 года — владельческое село 2-го стана Клинского уезда по Дмитровскому тракту, в 12 верстах от уездного города и 35 верстах от становой квартиры, при реке Сестре, с 45 дворами, православной церковью и 333 жителями (163 мужчины, 170 женщин).
В 1886 году село входило в состав Соголевской волости Клинского уезда, насчитывалось 52 двора, проживало 352 человека; имелись православная церковь, часовня, богадельня и лавка.
В 1899 году в селе 492 жителя.
По данным на 1911 год число дворов составляло 67, в селе имелись церковно-приходская школа, казённая винная лавка и чайная лавка.
По материалам Всесоюзной переписи населения 1926 года — административный центр Воронинского сельсовета Соголевской волости Клинского уезда на Клинско-Дмитровском шоссе, в 12,8 км от станции Клин Октябрьской железной дороги; проживало 523 человека (265 мужчин, 258 женщин), насчитывалось 91 хозяйство, из которых 78 крестьянских.
С 1929 года — населённый пункт Московской области в составе:
- Воронинского сельсовета Клинского района (1929—1963, 1965—1994);
- Воронинского сельсовета Солнечногорского укрупнённого сельского района (1963—1965);
- Воронинского сельского округа Клинского района (1994—2006)[22][23];
- сельского поселения Воронинское Клинского района (2006—2017)[24];
- городского округа Клин (с 2017).

## Известные уроженцы
- Александр Михайлович Балясников (1934—2016) — советский танкист, участник венгерских событий 1956 года, Герой Советского Союза[25].